# Acontece em Morungaba
Acontece em Morungaba é um jornal brasileiro publicado na cidade de Morungaba.

## História
Criado pelos jornalistas Sílvia Andrade e Márcio Carvalho, circulou pela primeira vez em 29 de junho de 2001, durante as comemorações dos 113 anos da fundação do município.
O município de Morungaba está localizado a aproximadamente 100 km de São Paulo, capital do estado de mesmo nome.

## Características
No princípio, semanal, o veículo adotou o formato germânico, em preto e branco, passando pouco tempo depois para tabloide.
Logo após seu primeiro ano de trabalho, começou a ser impresso em cores.
Desde janeiro de 2005 é publicado mensalmente com tiragem média de 3 mil exemplares.